# Oyumiğde, Çubuk
Oyumiğde là một xã thuộc huyện Çubuk, tỉnh Ankara, Thổ Nhĩ Kỳ. Dân số thời điểm năm 2011 là 115 người.